# Tigre (cacciatorpediniere Italia)
Il Tigre è stato un esploratore e poi un cacciatorpediniere della Regia Marina.

## Storia
Nel 1925 partecipò ad una crociera in acque nordeuropee.
Nel 1930 prese parte ad un'altra campagna navale, nelle acque del Mar Egeo.
Nel 1931 fu sottoposto ad un primo periodo di lavori di rimodernamento che previdero l'imbarco di una centrale di tiro, la sostituzione dei 6 tubi lanciasiluri da 450 mm con 4 da 533 e quella dei due pezzi da 76 mm con 2 mitragliere da 40/39.
Nel 1936, in previsione del suo trasferimento in Mar Rosso, subì altri lavori di modifica con la climatizzazione degli interni, apparati per impedire il surriscaldamento dei depositi munizioni, l'eliminazione di un complesso binato da 120 e l'installazione di 4 mitragliere Breda Mod. 31 da 13,2 mm.
Nel 1938 (altre fonti indicano però il 1935) fu dislocato in Mar Rosso, e nel medesimo anno subì il declassamento a cacciatorpediniere.
Alla data dell'ingresso dell'Italia nella seconda guerra mondiale apparteneva alla V Squadriglia Cacciatorpediniere con base a Massaua, insieme ai gemelli Leone e Pantera. Comandante della nave era il capitano di fregata Gaetano Tortora.
Fu impiegato in missioni di intercettazione dei convoglio britannici in navigazione nel Mar Rosso.
Nella notte tra il 28 ed il 29 agosto 1940 fu inviato alla ricerca di navi nemiche insieme al Pantera, ma senza risultati.
Il 3 dicembre fu inviato – assieme al Leone, ai più piccoli cacciatorpediniere Sauro e Manin ed al sommergibile Ferraris – alla ricerca di un convoglio, che non venne però individuato.
Nella notte tra il 2 ed il 3 febbraio 1941 attaccò infruttuosamente, unitamente a Leone e Pantera, un convoglio britannico. 
Si fece poi evidente l'ormai imminente caduta dell'Africa Orientale Italiana. In vista della resa di Massaua, fu organizzato un piano di evacuazione delle unità dotate di grande autonomia (mandate in Francia od in Giappone) e di distruzione delle restanti navi. I 6 cacciatorpediniere che formavano le squadriglie III (Battisti, Sauro, Manin) e V (Tigre, Leone, Pantera) non avevano autonomia sufficiente a raggiungere un porto amico, quindi si decise il loro impiego in una missione suicida: un attacco con obiettivi Suez (Tigre, Leone, Pantera) e Porto Said (Sauro, Manin, Battisti). Se non fossero state in grado di proseguire, le unità non sarebbero rientrate a Massaua (dove peraltro non avrebbero avuto altra sorte che la cattura o l'autoaffondamento, in quanto la piazzaforte cadde l'8 aprile 1941), ma si sarebbero invece autoaffondate.
La V Squadriglia partì per la sua missione il 31 marzo, ma questo primo tentativo abortì quasi subito perché il Leone andò ad incagliarsi e, sviluppatosi un incendio indomabile a prua, dovette essere autoaffondato. La missione fu quindi riorganizzata perché era venuta a mancare una prevista azione diversiva della Luftwaffe contro Suez: tutte le unità avrebbero attaccato Porto Said. 
Il 2 aprile 1941, alle due del pomeriggio, i cinque cacciatorpediniere lasciarono definitivamente Massaua. Il Battisti dovette autoaffondarsi per un'avaria ai motori, mentre il resto della formazione proseguì sebbene avvistato da ricognitori: all'alba del 3 aprile, giunte ad appena una trentina di miglia da Port Said, dopo una navigazione di 270 miglia, le quattro navi furono massicciamente attaccate da circa 70 bombardieri Bristol Blenheim ed aerosiluranti Fairey Swordfish che arrivarono ad ondate. Rotta la formazione, i cacciatorpediniere proseguirono navigando a zig zag ed aprendo il fuoco con le armi contraeree, ma intorno tutte le unità furono colpite e danneggiate. Mentre Sauro e Manin proseguivano verso Port Said (vennero poi entrambi affondati), Tigre e Pantera ripiegarono e, attaccati anche da un gruppo di cacciatorpediniere inviato contro di loro, diressero verso est, per raggiungere le coste coste arabe, ove autoaffondarsi. 
Nella notte tra il 3 ed il 4 aprile Tigre e Pantera, portatisi al largo di Someina (una quindicina di miglia a meridione di Gedda), sulle coste dello Yemen, furono abbandonati dagli equipaggi che avevano frattanto avviato le manovre di autoaffondamento. Sulle due navi agonizzanti continuarono ad accanirsi gli attacchi degli aerei ed anche il cacciatorpediniere britannico Kingston, giunto frattanto sul posto, che cannoneggiò le navi ormai deserte per accelerarne l'affondamento.
Gli equipaggi delle due navi, una volta scesi a terra, furono internati a Gedda (Arabia Saudita).
Il Tigre aveva svolto in tutto 10 missioni di guerra, percorrendo complessivamente 2706 miglia.